# Buthus confucius
Buthus confucius is een schorpioenensoort uit de familie van de Buthidae. De wetenschappelijke naam van de soort is voor het eerst geldig gepubliceerd in 1880 door Simon.